# Carla Thomas
Carla Thomas (Memphis, Tennessee, 21 december 1942) is een Amerikaanse soulzangeres die vooral furore maakte in de jaren zestig.

## Biografie
De eerste single van Thomas bij Satellite records was de single Cause I Love You samen met haar vader Rufus Thomas. Toen ze haar 18e verjaardag vierde, kwam haar eerste solo-single Gee Whiz (Look at His Eyes) bij Satellite Records uit. Het was de eerste hit van dit muzieklabel. Niet veel later werd Satellite Records Stax Records.
Tijdens de volgende tien jaren had ze 22 singles in de Amerikaanse hitparades. Onder andere de bekende single I’ll Bring It on Home to You, die een soort van antwoord was op Sam Cookes single Bring It on Home to Me. Let Me Be Good To You (niet te verwarren met een plaat van Lou Rawls met dezelfde naam), en het door Isaac Hayes geschreven B-A-B-Y.
Ze is bekend geworden van de duetten die ze samen deed met Otis Redding, waaronder op het op single uitgebrachte Tramp. Ook coverde ze het liedje Knock on Wood, dat eerder door Eddie Floyd gezongen was. Ook speelde deed mee aan de documentaire Wattstax; een film over gelijkheid tussen blank en zwart.
In 2013 werd ze opgenomen in de Memphis Music Hall of Fame.

## Discografie

### Albums
| Album met eventuele hitnotering(en) in de Nederlandse Album Top 100 | Datum van verschijnen | Datum van binnenkomst | Hoogste positie | Aantal weken | Opmerkingen      |
| ------------------------------------------------------------------- | --------------------- | --------------------- | --------------- | ------------ | ---------------- |
| Gee Whiz                                                            | 1961                  | -                     |                 |              |                  |
| Carla                                                               | 1966                  | -                     |                 |              |                  |
| Comfort Me                                                          | 1966                  | -                     |                 |              |                  |
| King & Queen                                                        | 1967                  | -                     |                 |              | met Otis Redding |
| The Queen Alone                                                     | 1967                  | -                     |                 |              |                  |
| Memphis Queen                                                       | 1969                  | -                     |                 |              |                  |
| The Best of Carla Thomas                                            | 1969                  | -                     |                 |              | Verzamelalbum    |
| Love Means...                                                       | 1971                  | -                     |                 |              |                  |
| Carla Thomas                                                        | 1994                  | -                     |                 |              |                  |
| Gee Whiz: The Best of Carla Thomas                                  | 1994                  | -                     |                 |              | Verzamelalbum    |
| Live in Memphis                                                     | 2002                  | -                     |                 |              | Livealbum        |
| Bohemian Cavern                                                     | 2007                  | -                     |                 |              |                  |

### Singles
| Single met eventuele hitnotering(en) in de Nederlandse Top 40 | Datum van verschijnen | Datum van binnenkomst | Hoogste positie | Aantal weken | Opmerkingen      |
| ------------------------------------------------------------- | --------------------- | --------------------- | --------------- | ------------ | ---------------- |
| Tramp                                                         | 1967                  | 29-07-1967            | 19              | 12           | met Otis Redding |
| Knock on wood                                                 | 1967                  | 09-09-1967            | tip             | -            | met Otis Redding |

- Bibliothèque nationale de France: cb13900404m (data)
- Gemeinsame Normdatei: 134538803
- International Standard Name Identifier: 0000 0000 5514 8572
- Library of Congress Control Number: no92032656
- MusicBrainz: 66e2a444-5303-4cdf-b20f-d377ecf465ed
- Nederlandse Thesaurus van Auteursnamen: 101021755
- SNAC: w6sx7fc7
- Virtual International Authority File: 64193302
- WorldCat: E39PBJmHGk4QJr7D6RRwFMp9Dq